# Apollonio (vescovo)
Apollonio (... – II o IV secolo) è stato, secondo un'antica tradizione, il quarto vescovo della città di Brescia; è venerato come santo dalla Chiesa cattolica, che lo ricorda il 7 luglio.
Secondo le sue agiografie, sarebbe stato Apollonio, in seguito ad una lunga frequentazione, a convertire e battezzare i santi Faustino e Giovita, patroni della città di Brescia, accogliendoli nella comunità dei primi cristiani bresciani e in seguito consacrando Faustino presbitero e Giovita diacono. Della vita di sant'Apollonio si ricorda anche la disputa con l'eretico Valentino sulla transustanziazione e il battesimo di Calocero, ministro del palazzo imperiale e comandante della corte pretoria convertito dai santi Faustino e Giovita durante la sosta dell'imperatore Adriano a Brescia, di ritorno da una campagna militare in Gallia.
Secondo la passio dei santi Faustino e Giovita, il vescovo Apollonio sarebbe stato martirizzato sotto l'imperatore Adriano (117-138); qualora però sant'Ursicino, quinto vescovo di Brescia, del quale è documentata la partecipazione al Concilio di Sardica del 342-3, fosse stato il suo immediato successore, sarebbe allora impossibile fissare il martirio del santo nella prima metà del II secolo.

## Culto
È accertata la grande venerazione di cui godette il santo nei primi secoli del Medioevo.
Il corpo di sant'Apollonio fu trasferito dal vescovo Landolfo nella Basilica di San Pietro de Dom nel 1025. Dopo il fortuito ritrovamento delle reliquie del santo avvenuto  nella cattedrale cinque secoli più tardi, nel 1503, l'ordine dei notai di Brescia commissionò una nuova arca monumentale destinata a contenerne il corpo, compiuta entro il 1510 per mano di Gasparo Cairano e collocata dapprima in San Pietro de Dom, quindi in seguito trasferita nella Rotonda e infine, nel 1674, nella nuova cattedrale cittadina, il Duomo Nuovo.

### Iconografia

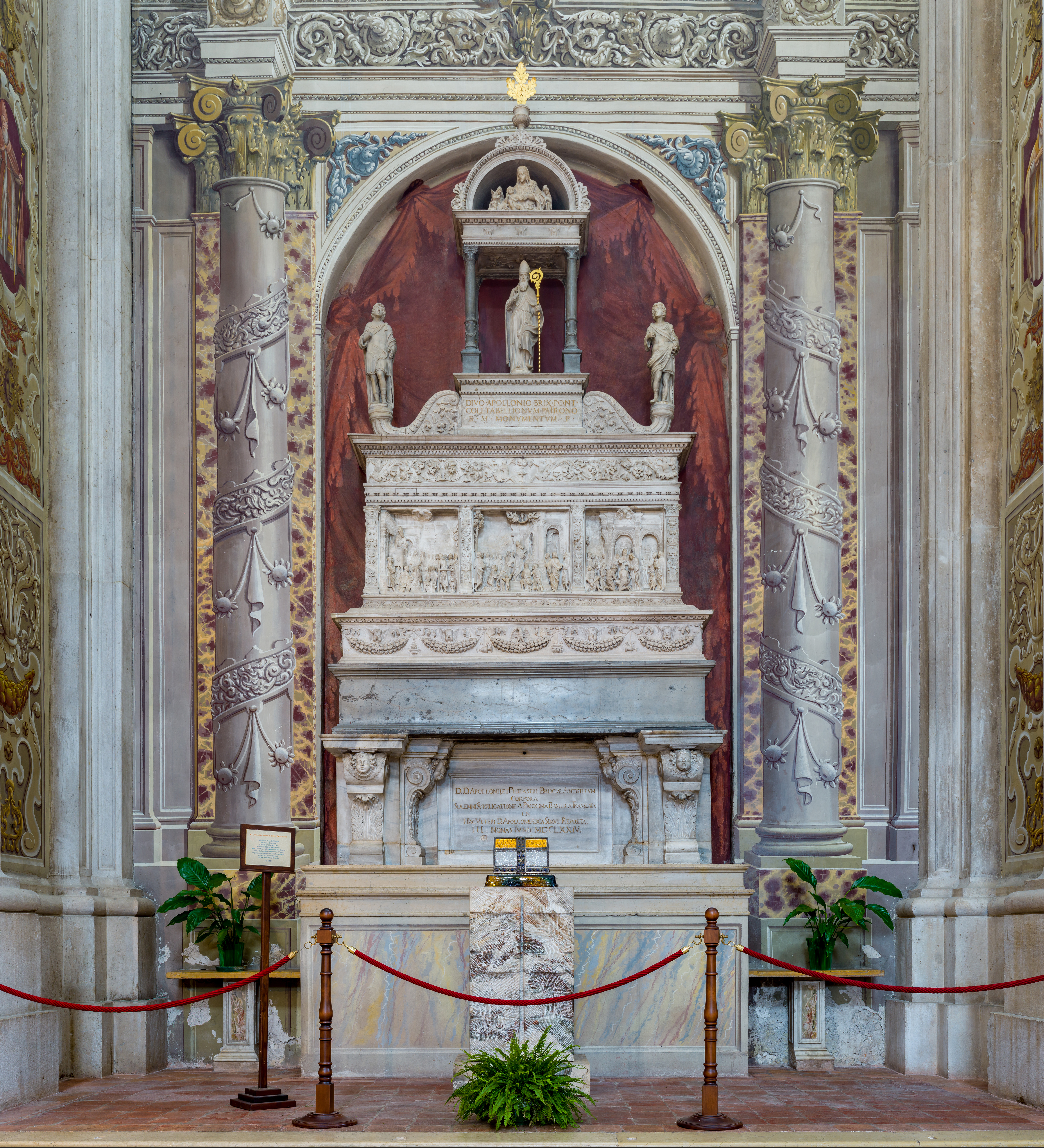
Arca di Sant'Apollonio nel Duomo Nuovo di Brescia

La più antica rappresentazione del vescovo bresciano è l'iniziale miniata contenuta nel manoscritto A. 1.8 conservato presso la Biblioteca Queriniana di Brescia, opera di anonimo artista della fine del XII secolo. Il santo veste abiti vescovili ed è raffigurato nell'atto di benedire, mentre la mano sinistra regge un libro. Tale rappresentazione è mantenuta anche in opere successive, come il bassorilievo del XIII secolo conservato nel Duomo vecchio di Brescia o la scultura campionese che lo raffigura con san Filastrio in una nicchia del coperchio del sarcofago del vescovo Berardo Maggi, conservato nella stessa chiesa.
A partire dal Cinquecento il santo viene spesso rappresentato in compagnia dei santi Faustino e Giovita. L'edicola sovrastante l'arca funeraria del santo, realizzata agli inizi di tale secolo e attribuita a Maffeo Olivieri, lo raffigura ancora nell'atto tradizionale di benedire, mentre i pannelli dell'arca narrano gli episodi salienti della sua vita, spesso accostandolo ai due patroni della città di Brescia. I tre santi appaiono anche in diverse opere d'arte posteriori: dai dipinti del 1589 di Pietro Marone nella chiesa di San Carlo di Brescia, a quelli del 1761 di Pietro Scalvini presso la Chiesa di San Giuseppe (Brescia) a Brescia, senza dimenticare i dipinti del Romanino, che lo ritrae sul retro dello stendardo per la Confraternita dei santi Faustino e Giovita, conservato nella chiesa bresciana omonima, e lo rappresenta, in un dipinto del 1525 conservato nella chiesa bresciana di Santa Maria in Calchera, nell'atto di dare la Comunione ai santi Faustino e Giovita, a sant'Italico e a sant'Afra, tutti legati alle origini cristiane della città. Lo stesso tema iconografico è ripreso da Francesco Bassano il Giovane, che lo ritrae nel Battesimo di Sant'Afra, conservato nella chiesa bresciana di Chiesa di Sant'Angela Merici, e ambienta la scena nelle catacombe.
Una statua del santo, scolpita nel 1857 da Giuseppe Pierotti, lo raffigura nell'atto di benedire, secondo la tradizione, ed è conservata presso il Duomo di Milano.

### Patronati
Santo assai venerato nella provincia di Brescia, è patrono di diversi comuni (Bovezzo, Pezzaze, Lumezzane, Prestine) e di numerose frazioni.

## Vescovo di Benevento
Nella lista dei vescovi di Benevento è ricordato al terzo posto, dopo San Gennaro, un sant'Apollonio, vissuto attorno al 326 (Sarnelli) o 332 (bollandisti), del quale però si hanno notizie vaghe e assai incerte e le cui prime notizie risalgono al 1625 (Ferrari). Le reliquie del santo, già custodite nella cattedrale di Benevento, nel 1687 vennero collocate sotto l'altare maggiore dall'arcivescovo, cardinale Vincenzo Orsini. Il santo è festeggiato l'8 luglio.
Studi più recenti (Lanzoni), tuttavia, ricordando l'assenza di qualsiasi documento, ipotizzano che questo Apollonio possa identificarsi in realtà con l'omonimo vescovo bresciano che – essendo venerato il 7 luglio anche a Benevento – poté passare erroneamente nella lista episcopale della città.
Sant'Apollonio vescovo di Brescia viene talvolta confuso anche con l'omonimo sant'Apollonio martire, senatore romano vissuto nel II secolo.